# Mary Cain
Mary Cain (ur. 3 maja 1996) – amerykańska lekkoatletka, specjalizująca się w biegach średniodystansowych.
W 2012 zajęła 6. miejsce w biegu na 1500 metrów podczas mistrzostw świata w Barcelonie. Rok później stanęła na podium seniorskich mistrzostw Stanów Zjednoczonych, dzięki czemu wywalczyła start na mistrzostwach świata w Moskwie. Jako siedemnastolatka, została najmłodszą amerykańską lekkoatletką w historii, która zakwalifikowała się na światowy czempionat. W 2014 została mistrzynią świata juniorek w biegu na 3000 metrów.
Medalistka mistrzostw Stanów Zjednoczonych.

## Osiągnięcia
| Rok  | Impreza                       | Miejsce      | Konkurencja         | Lokata      | Wynik   |
| ---- | ----------------------------- | ------------ | ------------------- | ----------- | ------- |
| 2012 | Mistrzostwa świata juniorów   | Barcelona    | bieg na 1500 metrów | 6. miejsce  | 4:11,01 |
| 2013 | Mistrzostwa świata            | Moskwa       | bieg na 1500 metrów | 10. miejsce | 4:07,19 |
| 2014 | Mistrzostwa świata juniorów   | Eugene       | bieg na 3000 metrów | 1. miejsce  | 8:58,48 |
| 2016 | Młodzieżowe mistrzostwa NACAC | San Salvador | bieg na 1500 metrów | 2. miejsce  | 4:16,86 |

## Rekordy życiowe
- Bieg na 800 metrów – 1:59,51 (2013)
- Bieg na 1000 metrów (hala) – 2:35,80 (2014) halowy rekord świata juniorów
- Bieg na 1500 metrów – 4:04,62 (2013)
- Bieg na milę (hala) – 4:24,11 (2014) rekord Ameryki Północnej juniorów
- Bieg na 3000 metrów – 8:58,48 (2014)